# Dům čp. 70 (Habartice)
Dům číslo popisné 70 v Habarticích, obci na severu České republiky při česko-polské státní hranici, ve Frýdlantském výběžku Libereckého kraje, je památkově chráněná stavba.

## Poloha a historie
Objekt leží v severozápadních partiích obce a severně od něj prochází státní hranice. Východně od budovy je vedena silnice číslo I/13, která ze silničního hraničního přechodu mezi českými Habarticemi a polským Zawidówem odtud vede jižní směrem k Frýdlantu. Hraniční přechod se od domu číslo popisné 10 nachází ve vzdálenosti 100 metrů vzdušnou čárou severovýchodním směrem. Po místní komunikaci vedoucí při jižní straně domu je trasována cyklotrasa číslo 3006 a rovněž zeleně značená turistická trasa.
Budova číslo popisné 70 byla zbudována počátkem 19. století. Počínaje 6. dubnem 1966, kdy příslušné dokumenty nabyly právní moci, je dům památkově chráněn.

## Popis
Stavba je zbudována na půdorysu ve tvaru obdélníka. V úrovni komunikace se nachází přízemí, nad ním patro a celá budova je zakryta sedlovou střechou, kterou pokrývají pravidelně poskládané eternitové šablony. Světnice se nachází v přízemní roubené části. Na ni následně západním směrem navazuje vyzděná část domu, v níž se v trojdílné dispozici nachází komory a chlév. Do síně se vstupuje z jižní strany objektu dveřmi, jež jsou vyzdobeny secesními motivy. Obdélníkový půdorys přízemní části je ale ze severní strany narušen rozšířením v podobě podélné přízemní přístavby a dále ze západní strany je k domu přistavěna kůlna.
Patro je v celé své délce hrázděné. V místech nad roubenou světnicí v přízemí je hrázdění podpíráno segmentovými pásky a ližinami. Vlastní roubení a podstávka jsou osazeny na zvláštní podezdívce. Štít objektu na východní straně je vyskládaný břidličnými deskami, naopak západní štít je pokryt deskami bílé barvy, jež mají imitovat hrázdění.